# Marion Barbeau
Marion Barbeau (Nogent-sur-Marne, 1991) è una danzatrice e attrice francese.

## Biografia e carriera
Barbeau iniziò molto presto gli studi di danza presso una scuola privata a Fontenay-sous-Bois, dedicandosi completamente al balletto. Per un anno frequentò il Conservatorio Nazionale Superiore di Parigi e nel 2002 entrò alla Scuola di danza dell'Opéra. All'età di 17 anni fu promossa nel corpo di ballo dell'Opéra. Nel 2019 diventò prima ballerina.
Oltre al repertorio classico, si avvicinò gradualmente alla danza contemporanea. In questo percorso, iniziato sotto la guida di Benjamin Millepied, fu incoraggiata da Aurélie Dupont, direttrice dell'Opéra dal 2016, la quale inserì nel repertorio molte produzioni non classiche. Nel 2018, Barbeau rimase folgorata dalla coreografia di Hofesh Shechter, The art of not looking back, orientandosi decisamente verso il genere contemporaneo.
Nel 2021, Cédric Klapisch la scelse per interpretare la protagonista del film La vita è una danza, a proposito di una ballerina che in seguito a un infortunio si appassiona alla danza contemporanea (nel cast è presente anche Hofesh Shechter). Per la sua interpretazione, Barbeau fu candidata come promessa femminile ai premi Lumière e César.

## Principali coreografie
- Paquita – di Pierre Lacotte (2013)
- Onegin – di John Cranko (2014)
- Il lago dei cigni – di Rudol'f Nureev (2015)
- Clear, Loud, Bright, Forward – di Benjamin Millepied (2015)
- Iolanta-Casse-noisette – di Sidi Larbi Cherkaoui (2016)
- Tar and Feather – di Jiří Kylián (2016)
- Sogno di una notte di mezza estate – di George Balanchine (2017)
- Undoing world – di Bruno Bouché (2017)
- Play – di Alexander Ekman (2017)
- The art of not looking back – di Hofesh Shechter (2018)
- Decadance – di Ohad Naharin (2018)
- Dogs Sleep – di Marco Goecke (2019)
- Body and Soul – di Crystal Pite (2019)
- Faunes – di Sharon Eyal (2021)
- In your rooms – di Hofesh Shechter (2022)
- Cri de cœur – di Alan Lucien Øyen (2022)
- Ne me touchez pas – di Laura Bachman (2023)
- Hard to tell – di Shahar Binyamini (2023)
- Takemehome – di Dimitri Chamblas e Kim Gordon (2024)
- Entre nous – di Alan Lucien Øyen (2025)

## Filmografia

### Cinema
- La vita è una danza (En corps), regia di Cédric Klapisch (2022)
- Un homme en fuite, regia di Baptiste Debraux (2024)
- Drone, regia di Simon Bouisson (2025)

### Videoclip
- Tendrement – di Oxmo Puccino, regia di Anissa Bonnefont (2020)
- Soleil pâle – di Hania Rani, regia di Neels Castillon (2020)
- Slow Savage – di Idles, regia di Baptiste Debraux (2023)

## Riconoscimenti
- 2016: Premio AROP della Danza (condiviso con Germain Louvet)
- 2023: Candidatura al Premio Lumière per la rivelazione femminile per La vita è una danza
- 2023: Candidatura al Premio César per la migliore promessa femminile per La vita è una danza

## Doppiatori italiani
Nelle versioni in italiano dei suoi film, Marion Barbeau è stata doppiata da:
- Isabella Benassi in La vita è una danza[3]